# Fußspray
Fußspray entfernt unangenehmen Schweißgeruch an den Füßen. Fußsprays können auch vor Fußpilz schützen und die Bildung von Hornhaut vermeiden.

## Inhaltsstoffe

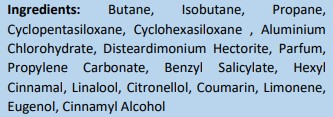
INCI-konforme Deklaration der Inhaltsstoffe eines Fußsprays (Beispiel)

Hauptbestandteil von Fußspray ist Alkohol, in dem z. B. deodorierende oder adstringierende Stoffe gelöst sind. Zu den Wirkstoffen in Fußsprays zählen oft Allantoin, Bergkieferöl, Urea, Panthenol, Menthol, Farnesol und Bisabolol.
Propan, Butan und Isobutan sind übliche Treibmittel des Sprays.